# Campionato italiano di beach soccer 2022 - Poule Promozione

## Date
| Fase             | Turno         | Data              |
| ---------------- | ------------- | ----------------- |
| Poule Promozione | Prima tappa   | 3-5 giugno 2022   |
| Poule Promozione | Seconda tappa | 8-10 luglio 2022  |
| Poule Promozione | Terza tappa   | 14-16 luglio 2022 |

## Squadre
- Bologna
- Cagliari
- Chiavari
- Ecosistem Lamezia
- Genova
- Icierre Lamezia
- Milano
- Naxos
- Vastese

## Risultati

### Prima tappa
| Squadra 1         | Risultato       | Squadra 2         |
| 1ª giornata       | 1ª giornata     | 1ª giornata       |
| ----------------- | --------------- | ----------------- |
| Icierre Lamezia   | 4 - 3           | Naxos             |
| Ecosistem Lamezia | 1 - 4           | Genova            |
| Milano            | 3 - 6           | Cagliari          |
| Vastese           | 4 - 2           | Bologna           |
| 2ª giornata       |                 |                   |
| Naxos             | 4 - 5           | Genova            |
| Cagliari          | 3 - 7           | Ecosistem Lamezia |
| Bologna           | 2 - 3           | Chiavari          |
| Milano            | 7 - 3           | Icierre Lamezia   |
| 3ª giornata       |                 |                   |
| Chiavari          | 5 - 3           | Cagliari          |
| Ecosistem Lamezia | 5 - 6           | Milano            |
| Genova            | 2 - 2 (1-3 dtr) | Bologna           |
| Icierre Lamezia   | 1 - 0           | Vastese           |

### Seconda tappa
| Squadra 1         | Risultato   | Squadra 2         |
| 4ª giornata       | 4ª giornata | 4ª giornata       |
| ----------------- | ----------- | ----------------- |
| Genova            | 0 - 5       | Chiavari          |
| Naxos             | 3 - 7       | Ecosistem Lamezia |
| Cagliari          | 7 - 3       | Vastese           |
| Bologna           | 2 - 4       | Icierre Lamezia   |
| 5ª giornata       |             |                   |
| Vastese           | 3 - 2       | Genova            |
| Cagliari          | 8 - 4       | Bologna           |
| Milano            | 9 - 4       | Naxos             |
| Icierre Lamezia   | 4 - 3       | Chiavari          |
| 6ª giornata       |             |                   |
| Chiavari          | 5 - 4       | Vastese           |
| Naxos             | 4 - 7       | Chiavari          |
| Genova            | 1 - 5       | Milano            |
| Ecosistem Lamezia | 2 - 4       | Icierre Lamezia   |

### Terza tappa
| Squadra 1         | Risultato   | Squadra 2         |
| 7ª giornata       | 7ª giornata | 7ª giornata       |
| ----------------- | ----------- | ----------------- |
| Genova            | 5 - 4       | Icierre Lamezia   |
| Bologna           | 3 - 4       | Milano            |
| Naxos             | 7 - 3       | Vastese           |
| Chiavari          | 6 - 8       | Ecosistem Lamezia |
| 8ª giornata       |             |                   |
| Ecosistem Lamezia | 2 - 5       | Bologna           |
| Vastese           | 2 - 6       | Milano            |
| Icierre Lamezia   | 2 - 6       | Cagliari          |
| Chiavari          | 5 - 1       | Naxos             |
| 9ª giornata       |             |                   |
| Vastese           | 3 - 7       | Ecosistem Lamezia |
| Cagliari          | 3 - 2       | Genova            |
| Bologna           | 3 - 2       | Naxos             |
| Milano            | 9 - 6       | Chiavari          |

### Classifica
|  | Pos. | Squadra           | Pt | G | V | V+ | Vr | P | GF | GS | DR  |
|  | ---- | ----------------- | -- | - | - | -- | -- | - | -- | -- | --- |
|  | 1.   | Milano            | 21 | 8 | 7 | 0  | 0  | 1 | 49 | 30 | +19 |
|  | 2.   | Cagliari          | 18 | 8 | 6 | 0  | 0  | 2 | 43 | 30 | +13 |
|  | 3.   | Icierre Lamezia   | 15 | 8 | 5 | 0  | 0  | 3 | 26 | 28 | -2  |
|  | 4.   | Chiavari          | 15 | 8 | 5 | 0  | 0  | 3 | 38 | 31 | +7  |
|  | 5.   | Ecosistem Lamezia | 12 | 8 | 4 | 0  | 0  | 4 | 39 | 34 | +5  |
|  | 6.   | Genova            | 9  | 8 | 3 | 0  | 0  | 5 | 21 | 27 | -6  |
|  | 7.   | Bologna           | 7  | 8 | 2 | 0  | 1  | 5 | 23 | 29 | -6  |
|  | 8.   | Vastese           | 6  | 8 | 2 | 0  | 0  | 6 | 22 | 37 | -15 |
|  | 9.   | Naxos             | 3  | 8 | 1 | 0  | 0  | 7 | 28 | 43 | -15 |

Legenda:
      Ammessa alla fase finale e promossa in Poule Scudetto 2023.
      Ammesse ai play-off per la conquista di un posto della Poule Scudetto 2023.
Regolamento:
Tre punti per la vittoria nei tempi regolamentari, due nel tempo supplementare, uno ai calci di rigore, zero per la sconfitta.